# الفن الصخري من العصر الحجري الحديث والعصر البرونزي في الجزر البريطانية

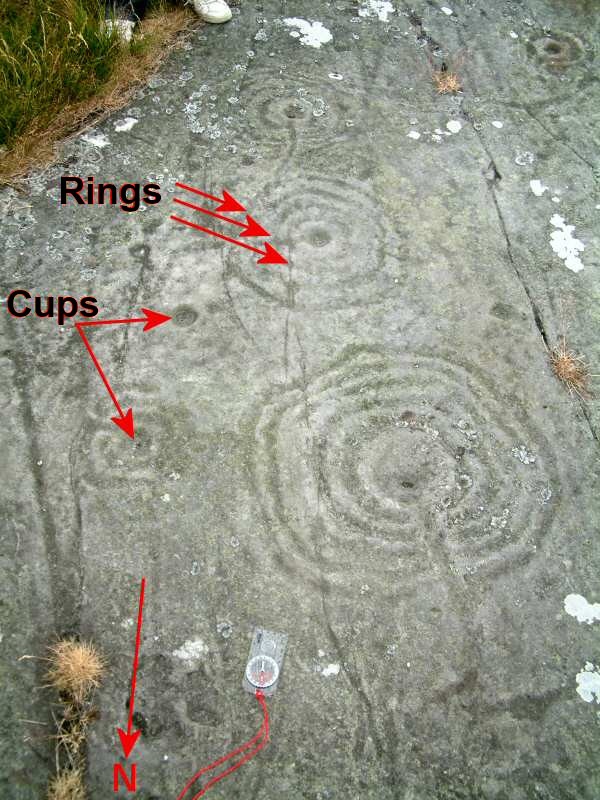
أحد الامثلة على الفن الصخري في العصر الحجري المتقدم

أُنتج الفن الصخري عبر أجزاء مختلفة من الجزر البريطانية خلال العصرين الحجري الحديث والبرونزي، وكان صخريًا بطبيعته. تميز تصميم غالبية هذه المنحوتات بكونه مجردًا، وعادة ما كان عبارة عن علامات الكأس والحلقة، على الرغم من أن الأمثلة على الصور اللولبية أو التصويرية للأسلحة كانت معروفة أيضًا. هناك شكل واحد من الفن الصخري في أوروبا، وكان لهذا التقليد المتأخر في عصور ما قبل التاريخ صلات مع تقاليد أخرى على طول أوروبا الأطلسية ولاسيما في غاليسيا.
بدأت دراسة الفن الصخري في الجزر البريطانية من قبل الباحثين الهواة إلى حد كبير، بدلًا من علماء الآثار الأكاديميين أو غيرهم من علماء الآثار المحترفين.
يُعتقد أن الأمثلة الباقية من الفن الصخري في الجزر البريطانية تمثل عينة صغيرة فقط من تلك التي أُنتجت في العصر الحجري الحديث والعصر البرونزي. كان من الممكن أن تتآكل العديد من الأمثلة من النقوش الصخرية، وبالتالي تضيع في الدراسات المعاصرة. في أمثلة أخرى، ربما تُرسم الصور على الصخور أو تُنقش على أسطح أقل ثباتًا مثل الخشب أو الماشية أو جسم الإنسان، وبالتالي فشلت أيضًا في البقاء حتى وقتنا الحاضر.

## التسلسل الزمني
ظهر الفن الصخري لأول مرة في أوروبا الأطلسية في أواخر الألفية الرابعة قبل الميلاد. توقف الفن الصخري في بريطانيا بحلول فترة التكثيف الزراعي في أواخر العصر البرونزي، في الألفية الأولى قبل الميلاد.

## التوزع

### شمال بريطانيا
تعود غالبية الفن الصخري المسجل من العصر الحجري الحديث والعصر البرونز داخل بريطانيا، إلى الجزء الشمالي من الجزيرة. تُعد علامات الكأس والحلقة شائعة بشكل خاص في هذه المنطقة.
تُنسب علامات الكأس والحلقة إلى العصر الحجري الحديث والعصر البرونزي المبكر، بينما تجري محاولات لبناء تسلسل زمني نسبي في دونبارتونشاير.

### جنوب غرب بريطانيا
جرى التعرف على أكثر من 70 نموذجًا للفن الصخري المتأخر خلال عصور ما قبل التاريخ في جنوب غرب بريطانيا، وهي أقل بكثير من تلك الموجودة في الشمال. قد يكون هذا جزئيًا بسبب الطبيعة القاسية للصخور الطبيعية في المنطقة، والتي تتكون إلى حد كبير من الغرانيت البلوتوني، إلى جانب نقص الأبحاث المتمركزة في هذه المنطقة. اعتبر المتخصص في الفن الصخري جورج ناش أن النقوش الصخرية لهذه المنطقة تشكل تقليدًا فنيًا متميزًا عن تقليد الشمال. غالبية النقوش الصخرية في جنوب غرب بريطانيا هي عبارة عن علامات الكأس، محفورة على وجه الصخر والجلاميد، مثلما هو الحال في كاستلاك مينهير.
اكتشف علماء الآثار ثلاث حالات في جنوب بريطانيا حيث صُورت الأسلحة من خلال النقوش الصخرية: حجر بوسكاوين- آن في كورنوال وحلقات بادبيري بارو في دورست وستونهنغ في ويلتشاير. جرى تأريخ الأسلحة المصورة على حجر بوسكاوين- آن باستخدام التاريخ النسبي، وبشكل مبدأي تعود لنحو العام 2000 قبل الميلاد، بينما يعود تاريخ الأسلحة التي صُورت على حلقات بادبيري وستونهنغ إلى نحو 1800 قبل الميلاد.
اكتُشفت العديد من المتاهات الصخرية في جنوب غرب بريطانيا، كانت أشهرها زوج متجاور نُقشت على طفل صفحي في روكي فالي، كونوال. يبدو أن هذا النقش قد حُفر باستخدام أداة معدنية، اقترح ناش أن المتاهة الجنوبية قد نُقشت مسبقًا باستخدام أداة حجرية. كُشف النقش للعامة في عام 1948، واقتُرح أنه يعود للعصر البرونزي بسبب التشابه مع النقوش الصخرية من العصر البرونزي في غاليسيا وفالكامونيكا. على العكس من ذلك، فإن العديد من الباحثين في الفن الصخري لا يُعتبرونها من عصور ما قبل التاريخ، إذ جادلت ساوارد بأنها تعود للفترة بين القرنين السادس عشر والثامن عشر، عندما كانت مطحنة تريويت المجاورة ما تزال تعمل. كدليل على ذلك، أشارت إلى أن المتاهات كانت زخارف شائعة في العادات الشعبية خلال ذاك الوقت، وأن حالتها الجيدة تؤكد أنها لم تكن لتنجو لو امتلكت أصولًا من عصر ما قبل التاريخ.